# Zina Dumitrescu
Zina Dumitrescu (născută Zenobia Bogoș, n. 16 iunie 1936, Ismail, Ismail, România – d. 28 martie 2019, Ghermănești, Snagov, Ilfov, România) a fost o creatoare de modă din România, numită de manechinele și colegii din show-biz „mama modei din România”.

## Biografie
Zina Dumitrescu s-a născut în 1936 în orașul Ismail din Regatul României (azi în regiunea Odesa din Ucraina). După război familia s-a mutat la Pitești. Aici Zina a terminat liceul economic, apoi a intrat la Facultatea de Drept a Universității din București. Încă din primul an de facultate a început să lucreze ca manechin. La vârsta de 30 de ani a devenit directorul executiv al Casei de Modă Venus.
A lansat mai multe manechine care au devenit celebre: Crinuța Popescu, Daniela Androne, Eugenia Ștefan (Janine), Romanița Iovan, Bianca Brad, Dana Săvuică, Melek Amet. Tot Zina Dumitrescu i-a lansat pe Cătălin Botezatu și Liviu Ionescu. A creat zeci de colecții de modă, participând la festivaluri de modă din țară și din străinătate.
A fost căsătorită de trei ori, prima oară s-a căsătorit cu regizorul Marin Negreanu, tatăl fiului ei, Cătălin, apoi au urmat mariaje cu Nicolae Rădulescu Botică, secretarul Sectorului 1, și conferențiarul Costin Dumitrescu, decedat în 2009.
Ultimii ani din viață i-a trăit într-un azil de bătrâni din apropierea Bucureștiului. A decedat pe 28 martie 2019 singură în camera sa..

## Legături externe
- Premierul fotomodel[nefuncțională]
, 22 ianuarie 2007, Ilarion Tiu, Jurnalul Național

Interviuri
- Zina Dumitrescu: Am regretul ca am stat toata viata ca boul in jug, adica maritata Arhivat în 1 februarie 2014, la Wayback Machine., 11 noiembrie 2012, Alexandra Rotarescu, Revista Tango
- Zina Dumitrescu a murit